# Arturo Costa
Arturo Costa Valdés (ur. 10 grudnia 1945 w Hawanie) – kubański strzelec, olimpijczyk, multimedalista imprez rangi kontynentalnej.

## Przebieg kariery
Costa jest dwukrotnym uczestnikiem igrzysk olimpijskich. Podczas Letnich Igrzysk Olimpijskich 1968 wystąpił w pistolecie dowolnym z 50 m, w którym uplasował się na 46. miejscu wśród 69 strzelców. Cztery lata później wystartował w pistolecie szybkostrzelnym z 25 m, zajmując 20. pozycję (startowało 62 zawodników).
Wielokrotny medalista igrzysk panamerykańskich i igrzysk Ameryki Środkowej i Karaibów. Podczas pierwszej z wymienionych imprez sześciokrotnie stał na podium, zdobywając jeden złoty, dwa srebrne i trzy brązowe medale (jedyne złoto zdobył na igrzyskach w 1971 roku, gdy zwyciężył w drużynowym strzelaniu z pistoletu szybkostrzelnego z 25 m). Na igrzyskach Ameryki Środkowej i Karaibów wywalczył pięć medali, w tym dwa złote i trzy srebrne. Na obu wymienionych igrzyskach dwukrotnie stał na podium w zawodach indywidualnych – w 1971 roku zdobył brąz na igrzyskach panamerykańskich w pistolecie szybkostrzelnym z 25 m, a w 1970 roku złoto na igrzyskach Ameryki Środkowej i Karaibów w tej samej konkurencji. W 1977 roku zajął szóste miejsce w pistolecie szybkostrzelnym z 25 m podczas mistrzostw Ameryki.

## Wyniki olimpijskie
| Igrzyska       | Konkurencja                   | Wynik                           | Miejsce | Źródło |
| -------------- | ----------------------------- | ------------------------------- | ------- | ------ |
| Meksyk 1968    | Pistolet dowolny, 50 m        | 530 punktów (80–89–87–92–93–89) | 46      | [ 2 ]  |
| Monachium 1972 | Pistolet szybkostrzelny, 25 m | 583 punkty (194–194–195)        | 20      | [ 3 ]  |